# NGC 5846
NGC 5846 је елиптична галаксија у сазвежђу Девица која се налази на NGC листи објеката дубоког неба.
Деклинација објекта је + 1° 36' 19" а ректасцензија 15h 6m 29,0s. Привидна величина (магнитуда) објекта NGC 5846 износи 10,1 а фотографска магнитуда 11,1. Налази се на удаљености од 27,587 милиона парсека од Сунца. NGC 5846 је још познат и под ознакама UGC 9706, MCG 0-38-25, CGCG 20-61, PGC 53932.